# Гутенберг, Иоганн

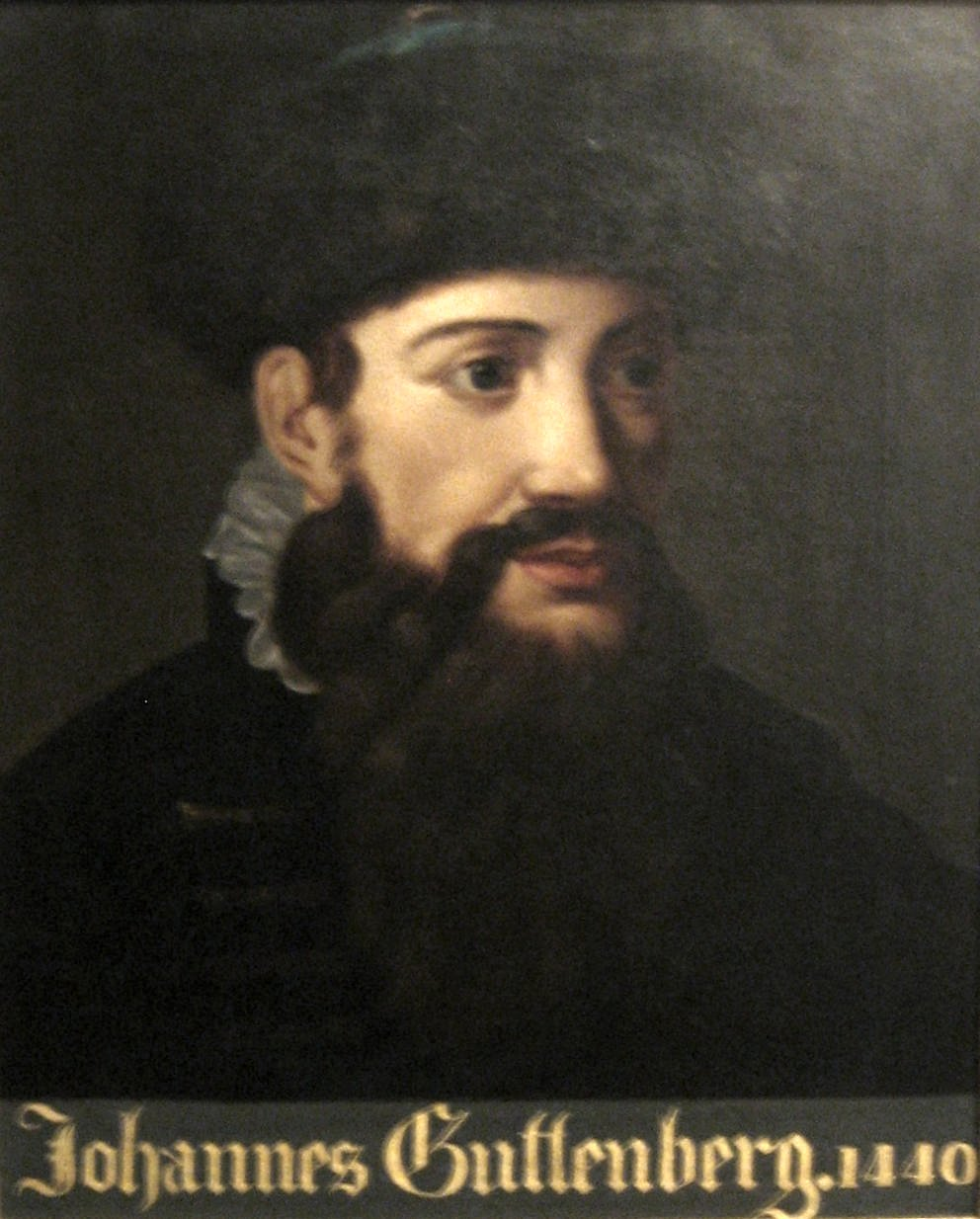
Анонимный портрет Иоганна Гутенберга, датированный 1440 годом

Иога́нн Генсфляйш цур Ладен цум Гу́тенберг (нем. Johannes Gensfleisch zur Laden zum Gutenberg; между 1397 и 1400, Майнц — 3 февраля 1468, там же), также Гутенбе́рг — немецкий первопечатник, первый типограф Европы. В 1440-х годах создал способ книгопечатания подвижными литерами, оказавший огромное влияние не только на европейскую культуру, но и на всемирную историю.
Гутенберг в 1439 году был первым европейцем, который использовал подвижные литеры. В числе его вкладов в книгопечатание: изобретение процесса массового производства при помощи подвижных литер; использование чернил на масляной основе для печати книг, регулируемой матрицы, механических подвижных литер и деревянной печатной машины, аналогичной сельскохозяйственным винтовым прессам того периода. Он объединил эти элементы в практическую систему, которая позволяла массово выпускать печатные книги и была экономически выгодной как для типографов, так и для читателей. Метод изготовления литер Гутенберга традиционно включает гарт (сплав) и ручную литейную форму. Сплав представлял собой смесь свинца, олова и сурьмы, которая расплавлялась при относительно низкой температуре для более быстрого и экономичного литья, хорошо отливалась и создавала долговечные литеры.
Использование подвижных литер было явным улучшением рукописи, которая была основным методом производства книг в Европе, а также ксилографии, и произвело революцию в европейском книжном производстве. Технология печати Гутенберга быстро распространилась по всей Европе, а затем и по всему миру.
Его главная работа, Библия Гутенберга (также известная как Библия из 42 строк), была первой печатной версией Библии и получила признание за её высокое эстетическое и техническое качество.

## Биография
По причине весьма ограниченного количества документальных источников о жизни Гутенберга нет возможности восстановить его связную биографию. В годы его жизни, как правило, лишь биографии заметных политических фигур и церковных деятелей удостаивались чести быть занесёнными в достойные доверия источники. В этом плане Гутенберг был как многие другие, то есть не представлял собой особого интереса. Его изобретение тем не менее способствовало тому, что некоторые факты его жизни нашли отражение в книжных откликах современников.

### 1400—1448. Ранняя деятельность
Иоганн Гутенберг родился в семье майнцского патриция Фриле Генсфлейша и Эльзы Вирих. Патрициями в Средневековой Германии называли граждан, принадлежащих к высшим слоям городского бюргерства. Мать принадлежала к семье торговцев сукном, таким образом брачный союз родителей Иоганна, заключённый в 1386 году, был мезальянсом. Майнц являлся весьма важным городом, так как именно здесь избирался архиепископ германской церкви, курфюрст. Город являлся одним из многих городов, где происходили столкновения между патрициатом и цехами, что вынуждало семейство Иоганна временно покидать город в периоды поражений патрициата.
Предки Гутенберга в Майнце прослеживаются с первой половины XIV века. Фамилия Генсфлейш ведёт происхождение от названия имения, приобретённого семьёй. В свою очередь фамилия Гутенберг схожим образом происходит от названия подворья Гутенбергхоф, принадлежавшего отцу Гутенберга в Майнце. Неясен вопрос, весьма важный в гутенберговедении, являлся ли Гутенберг рыцарем, так как принадлежность к патрициям в Германии не означала принадлежности к рыцарству. В пользу данного предположения свидетельствуют два источника: ордонанс французского короля Карла VII и венецианская хроника 1483 года. Однако происхождение матери и образ занятий Гутенберга входят в противоречие с возможностью иметь рыцарское звание.
Точная дата рождения Гутенберга неизвестна, так как записей о его крещении не сохранилось. Известно, что он был младшим из детей в семье (у него был старший брат Фриле, сестра Эльза и сводная сестра Патце). Предположительно, время его рождения приходится на 1395—1400 годы, иногда условно днём его рождения считают 24 июня 1400 года — день Иоанна Крестителя. Место его рождения также достоверно неизвестно. Вынужденные изгнания семьи из города могли быть причиной того, что Иоганн мог родиться в Страсбурге, о чём свидетельствует несколько источников, хотя он и считался гражданином Майнца.
О детстве и юношестве Иоганна ничего не известно. Исходя из имеющихся фактов, исследователями[какими?] делается предположение, что он учился в монастырской школе, а в дальнейшем постигал основы ремесленного дела. Известно[кому?], что в Страсбурге Гутенберг занимался обучением ювелирному делу, но для этого он должен был иметь звание мастера, что означает высшую степень профессиональных умений. Однако, где, как и у кого будущий изобретатель постигал азы ремесленного мастерства остаётся неизвестным. До 1434 года о жизни Гутенберга известно ничтожно мало, судить о том, чем он доподлинно занимался в этот период, невозможно.
С 1434 по 1444 годы жил в Страсбурге, занимаясь шлифовкой полудрагоценных камней (агата, оникса) и изготовлением зеркал для паломников, которые были весьма популярны у верующих. Предположительно, там же он занимался экспериментаторской деятельностью по книгопечатанию. В 1438 году вместе со своим учеником Андреасом Дритценом и другими основал в Страсбурге товарищество на паях для изготовления зеркал, а также с целью коммерческого осуществления некоего секретного «предприятия с искусством» (Afentur mit der kunst). Деятельность товарищества закончилась процессом, который возбудили против Гутенберга наследники Дритцена после смерти Андреаса и который в 1439 году был выигран Гутенбергом.
Некоторые выражения актов процесса, связанного с этим предприятием, позволяют сделать предположение о том, что в это время Гутенберг уже продвинулся в своём изобретении. Характерной особенностью является то, что всё, связанное с технической стороной работы Гутенберга, являлось строжайшей охраняемой тайной и зачастую в материалах процесса обозначается как «эта работа», «сделать это» и т. п. По судебным записям невозможно составить ясного представления о том, чем занималась мастерская Гутенберга, лишь отдельные слова, случайно промелькивающие в протоколах показаний свидетелей, позволяют допустить, что к этому времени изобретатель уже стоял на пороге открытия. В текстах упоминаются пресс, свинец, отливка форм, «тиснение» или «печатание». Анализ материалов дела позволяет судить, что в 1438—1439 годах у Гутенберга имелся некий пресс, возможно, опытный экземпляр. Производилось литьё форм, но вопрос были ли это уже литеры. Вероятно, в это время Гутенберг уже создал конструкцию, инструмент, с помощью которого можно было отливать литеры. Он стоял на пороге практического применения своего изобретения, но смерть компаньона отсрочила этот момент, поскольку некоторые части конструкции остались у наследников Андреаса.
Большинство исследователей XV века считали, что окончательное изобретение книгопечатания Гутенберг совершил в 1440 году, хотя не найдено литературы, отпечатанной и датированной этим годом. Предположение о 1440 годе как точке отсчёта современного книгопечатания подтверждается документами, извлечёнными из дел авиньонских нотариусов и обнародованными в 1890 году аббатом Рекеном (Requin, «L’imprimerie à Avignon en 1444»). Из этих документов видно, что в 1444 и 1446 годах некий Прокопий Вальдфогель вступал в сделки с разными лицами, которых за деньги и другие выгоды посвящал в тайну «искусственного письма». Выдвигались предположения, что Вальдфогель и Гутенберг — одно и то же лицо, но подтвердить это невозможно.
Вероятно, что спустя некоторое время после тяжбы изобретение Гутенберга уже применялось для практических целей в Страсбурге. Отсутствие сохранившихся изданий того периода может свидетельствовать о том, что большей частью выпускалась лубочная продукция, всегда имевшая наименьшие шансы сохраниться и уцелеть.

### 1448—1455. Изобретение книгопечатания
Гениальное изобретение Гутенберга состояло в том, что он изготовлял из металла «подвижные» выпуклые буквы, вырезанные в обратном виде (в зеркальном отображении), набирал из них строки и с помощью специального пресса оттискивал на бумаге. Однако у него недоставало средств для эксплуатации своего изобретения.
Переселившись в 1448 году в родной Майнц, Гутенберг в 1450 году заключил договор с майнцским дельцом, по-видимому, ростовщиком Иоганном Фустом, в силу которого тот ссудил ему 800 гульденов из 6 % и, кроме того, обязывался ежегодно выдавать 800 гульденов на потребности производства (краски, бумагу и прочий расходный материал); типография со всеми её принадлежностями должна была делиться пополам между Гутенбергом и Фустом. Основной капитал Гутенберг получил, однако, по частям. От выдачи оборотного капитала Фуст совершенно уклонялся, и по дополнительному договору 1452 года за единовременную уплату 800 гульденов был освобождён от ежегодных взносов.

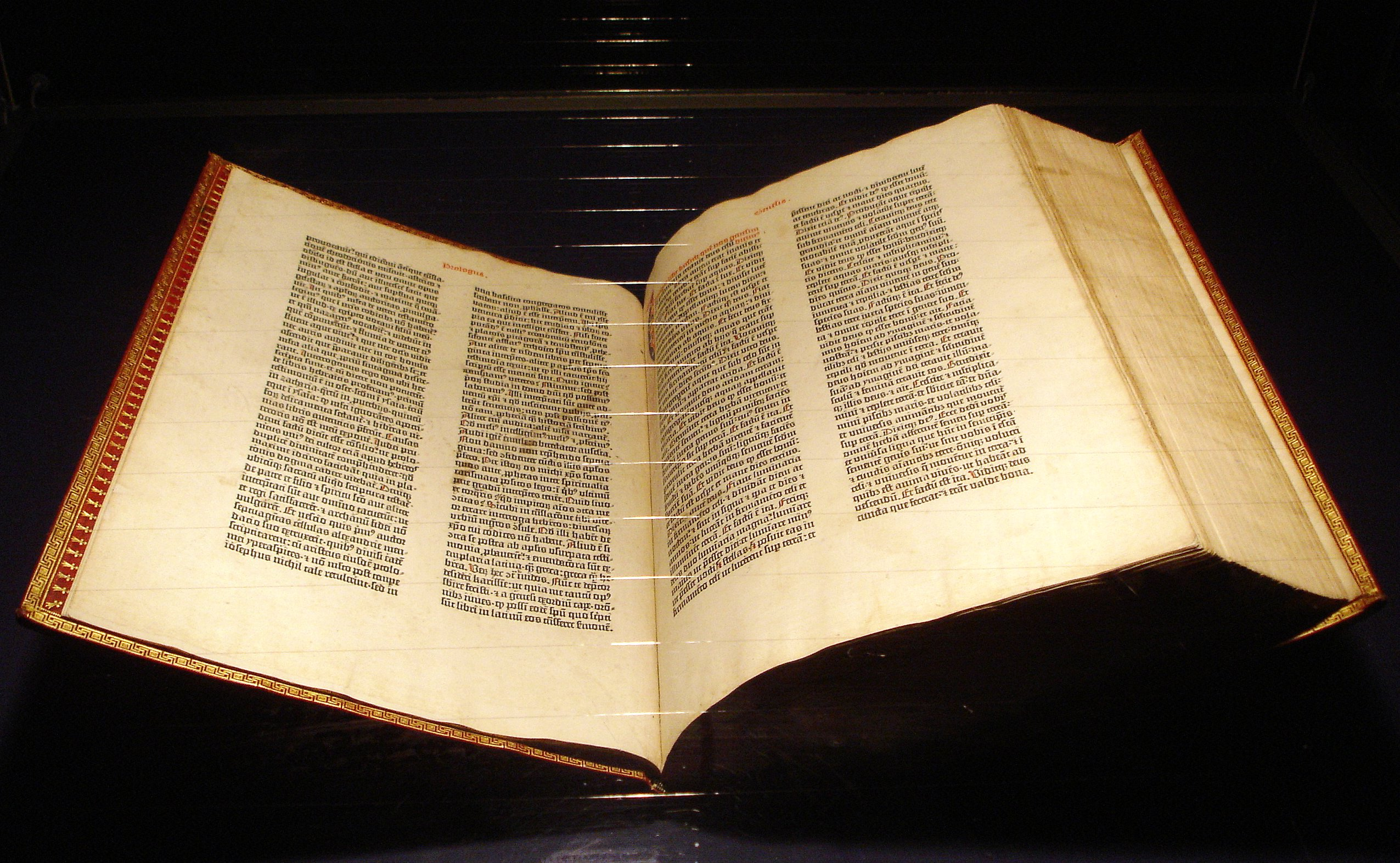
Библия Гутенберга. Экземпляр из музея в Майнце

При таких ограниченных средствах, не имея ни опытных рабочих, ни усовершенствованных инструментов, Гутенберг, тем не менее, достиг значительных успехов. До 1456 года он отлил не менее пяти различных шрифтов, напечатал латинскую грамматику Элия Доната (несколько листов её дошли до наших дней и хранятся в Национальной библиотеке в Париже и Российской государственной библиотеке), несколько папских индульгенций и, наконец, две Библии, 36-строчную и 42-строчную; последняя, известная под названием Библии Мазарини, напечатана в 1453—1455 годах.
Иоганн Гутенберг не смог выплатить Фусту проценты, и Фуст обратился в суд. Процесс окончился присягой Фуста, о чём был составлен протокол, записанный нотариусом Гельмасбергером 6 ноября 1455 года; подлинник этого акта, столь важного для сохранения за Гутенбергом имени изобретателя книгопечатания, в XIX веке был открыт Карлом Дзяцко в библиотеке Гёттингенского университета. По решению суда типография со всеми её принадлежностями перешла к Фусту, и Гутенбергу надо было начинать дело с нуля.

### 1455—1468. Деятельность после суда
Он вступил в компанию с Конрадом Гумери и в 1460 году выпустил сочинение Иоганна Бальба из Генуи (1286), «Католикон» (латинская грамматика со словарём). В 1465 году курфюрст Адольф принял Гутенберга на службу, но 3 февраля 1468 года книгопечатник умер; он был похоронен в Майнце, однако сегодня местоположение его могилы неизвестно. Некоторые источники утверждают, что его могила находилась на разрушенном францисканском кладбище.

## Авторство изобретения
Изобретение Гутенберга приписывалось в разное время разным лицам (см. Книгопечатание). Истина окончательно восстановлена Антонием ван дер Линде в работе 1878 года (в России — см. статью Ф. И. Булгакова в «Библиографических Записках» 1892 год, № 1).

## Гутенберговедение
Исследованию жизни Гутенберга, его личности, фактов его биографии и его значения для истории книгопечатания и истории в целом посвящено весьма значительное количество научных и популярных трудов. К середине двадцатого века количество сочинений по гутенберговской теме уже превышало три тысячи единиц, а в дальнейшем лишь увеличивалось. Революционность изобретения Гутенберга сделала его, с одной стороны, популярным предметом исследований, что способствовало развитию знаний о нём и об историческом периоде, в который он жил. С другой стороны, необычайная важность момента начала книгопечатания подвигала некоторых исследователей трактовать факты не самым корректным образом в попытке приписать изобретение другим лицам, оспорить место зарождение книгопечатания и прочих искажений, в надежде извлечь выгоду из столь важного события в мировой истории.
Попытки «отнять» авторство изобретения у Гутенберга начались едва ли не при его жизни. С самого начала повёлся спор, какой же город считать колыбелью книгопечатания: Майнц или Страсбург? Кто же на самом деле совершил столь важный сдвиг в мировой истории: Йоханн Фуст, Петер Шеффер, Йоханн Ментелин? Или же первооткрывателем печатной книги был кто-то в Китае?
В Германии долгое время Гутенберг считался лишь подручным якобы истинных изобретателей — Фуста и Шеффера. Эта точка зрения поддерживалась многими (в частности, Иоганном Готтшедом). Несмотря на то, что первенство Гутенберга было подтверждено ещё в восемнадцатом веке (Д. Келер, Д. Шепфлин), и Ментелин и Фуст и поныне упоминаются в этом плане, хотя уже в основном в ненаучной среде.
Основной проблемой в гутенберговедении является отсутствие книг, выпущенных Гутенбергом, в которых присутствовал бы его колофон (отметка на старинных книгах об авторе, времени и месте издания). То, что книга была выпущена Гутенбергом, подтверждается лишь с помощью второстепенных признаков, из которых ключевым является используемый при печати шрифт. К этой главнейшей проблеме добавляются и побочные: малое количество документальных свидетельств (имеется лишь 34 актовых свидетельств о Гутенберге), отсутствие личной переписки, записей, отсутствие достоверного портрета.
Опознавание древних печатных книг по шрифту — известная практика в области исторического книговедения. При зарождении печати почти каждый издатель находил свой шрифт, благодаря чему имеется возможность даже по безымянным фрагментам узнавать, руке какого типографа принадлежит та или иная страница. В гутенберговедении шрифтологический метод сыграл важнейшую роль. Именно с его помощью было установлено наследие Гутенберга.
Ещё одним весомым фактором в попытках изучить историю знаменитого немца стало стремление создать из него некую «легенду», построить его образ таким манером, чтобы он соответствовал отведённой ему роли в истории. В девятнадцатом веке такая легенда была благополучно создана. Гутенберг представлялся как образованный представитель элиты, увлечённый идеей просвещения, который, блюдя свои финансовые интересы, отдал силы развитию книгопечатания. Однако, скомпилированный под эту легенду, образ не выдержал проверки временем, что привело к расколу в гутенберговедении в начале двадцатого века. Излишняя концентрация внимания на различных аспектах жизни изобретателя приводила к перекосам: иногда во главу угла исследований ставился вопрос меркантильного характера, учитывались только денежные аспекты деятельности, иногда всё внимание сосредотачивалось на вопросах происхождения, подтверждения принадлежности Гутенберга элитным сословиям. Некоторые исследователи целиком сосредотачивалось на анализе шрифтов, что приносило свои плоды, но, опять же, вело к слишком узкому взгляду на проблему в целом.
Группа исследователей (Отто Хупп, Пауль Швенке) видела в Гутенберге лишь талантливейшего практика, создателя первых искусных шрифтов, который являлся лишь типографом и не был сколько-нибудь озабочен целями просвещения. Иоганн Цедлер рассматривал Гутенберга ещё более ограниченно. В его представлении он был лишь технически образованным человеком, который создал одни из первых печатных книг, причём, в силу именно новизны технологий для своего времени, данные издания Цедлер считал весьма несовершенными, особенно по сравнению с дальнейшими разработками в этой области. Эта точка зрения вполне вписывалась в представления о Гутенберге как об инструменте, составной части в механизме исторического развития, появление которого было предопределено законами истории.
«… долгий и ожесточённый спор о действительном изобретателе книгопечатания никогда не будет разрешён… Гутенберг сделал в этом направлении последний решительный шаг с наибольшей смелостью и ясностью и благодаря этому с наибольшим успехом… Это лишь значит, что он лучше всех сумел подвести итоги накопленному опыту и всем неудачным или полуудачным попыткам своих предшественников. И это нисколько не умаляет его заслуги; его заслуга остаётся бессмертной… но не новое неведомое растение он посадил в земную почву, а лишь удачно сорвал медленно созревший плод».Франц Меринг. Из работы «Об историческом материализме»
Взгляд на вклад Гутенберга с подобной позиции подтолкнул развитие исследований о технических предпосылках изобретения, и данный аспект получил надлежащее раскрытие (работы Виктора Шолдерера (Victor Scholderer) Хельмута Леманн-Хаупта и др.), хотя для этого понадобилось почти сто лет изысканий. Однако смещение акцента с личности на исторические причины опять же приводил к невольным искажениям.
Часто главной причиной появления книгопечатания называлась предопределённость экономического развития. Зарождение и развитие капитализма требовало повышения уровня знаний, инструментом которого и стало книгопечатание. Когда образ Гутенберга — общественного просветителя показал свою однобокость, явился образ Гутенберга-дельца. В попытке найти ответ на вопрос, что же двигало этим человеком, понятное многим стремление к личной выгоде приводилось в обоснование его мотивов: новые времена диктовали новые нравы, и представление о бизнесмене, пытающемся использовать свежее изобретение для собственной выгоды, нашло своих сторонников. Учитывая подтверждаемый документами факт, что дела Гутенберга шли отнюдь нехорошо, а в дальнейшем последовало и банкротство, Гутенберг как личность стал оцениваться заметно в принижающем ключе, как неудачливый делец либо как несостоятельный художник, не сумевший достичь мало-мальского успеха.
Образ Гутенберга-дельца сумел разрешить противоречия, вызванные тем, что в его наследии нашлись издания весьма широкого диапазона, от высокодуховных до «ярмарочной литературы». Однако на ключевой вопрос данный подход приемлемого ответа дать не в силах. Высказывавшиеся мнения, что Гутенберг мог даже не осознавать значения своего изобретения, едва ли соответствуют правде, поскольку любая крупная личность, подвигшая революционные изменения в истории человечества, является, как правило, сосредоточением главных конфликтов своего времени и в силу этого не может быть личностью ограниченной, замкнутой в рамках узких личных интересов.
Российское (советское) гутенберговедение начало развитие большей частью в связи с отмечавшимся как в общественной жизни, так и в научном мире пятисотлетием изобретения книгопечатания (отмечавшимся в 1940 году). До этого времени каких-либо серьёзных исследований не было, Гутенберг и его изобретение упоминались лишь в популяризаторских целях. Первым рассказом о Гутенберге послужили сведения из переведённой в 1720 году книги «Об изобретателях вещей» (De Inventoribus Rerum) Полидора Вергилия Урбинского. Препятствием для развития гутенберговедения служило отсутствие в стране документов по данной теме и малая заинтересованность научного сообщества. Отмеченный юбилей смог поднять этот интерес и в послевоенные годы началось более заметное развитие этой темы. Первый заметный вклад был сделан ленинградским историком Владимиром Люблинским, затем стали появляться переводы на русский язык исторических гутенберговских документов, были представлены первые диссертации на эту тему.

## Память
- Настоящего портрета Гутенберга нет. Все изображения Гутенберга относятся к более позднему времени. Предполагается, что две гравюры могли быть выполнены по подлинным прижизненным портретам Гутенберга. Это гравюра в парижском издании 1584 года (A. Thevet. Vrais pourtraicts des hommes illustres) и гравюра в базельском издании 1578 года (H. Pantaleon. Lebensbeschreibungen beruhmter Deutscher)[10].
- Гутенбергу воздвигнуты памятники в Майнце, Страсбурге и Франкфурте-на-Майне, а также в Вене.
- В 1901 году в Майнце был открыт музей Гутенберга.
- В 1900 году в Берне был открыт Музей Гутенберга (в 2000 г. переведён во Фрибур).
- Площадь Гутенберга — центральная площадь Страсбурга
- Имя Гутенберга носит электронная библиотека «Проект „Гутенберг“».
- В честь Гутенберга назван астероид (777) Гутенберга, открытый в 1914 году немецким астрономом Францем Кайзером в Гейдельбергской обсерватории[11].
- В 1935 г. Международный астрономический союз присвоил имя Гутенберга кратеру на видимой стороне Луны.
- Редактором по умолчанию в Wordpress версии 5.0 стал плагин «Гутенберг».

## Галерея

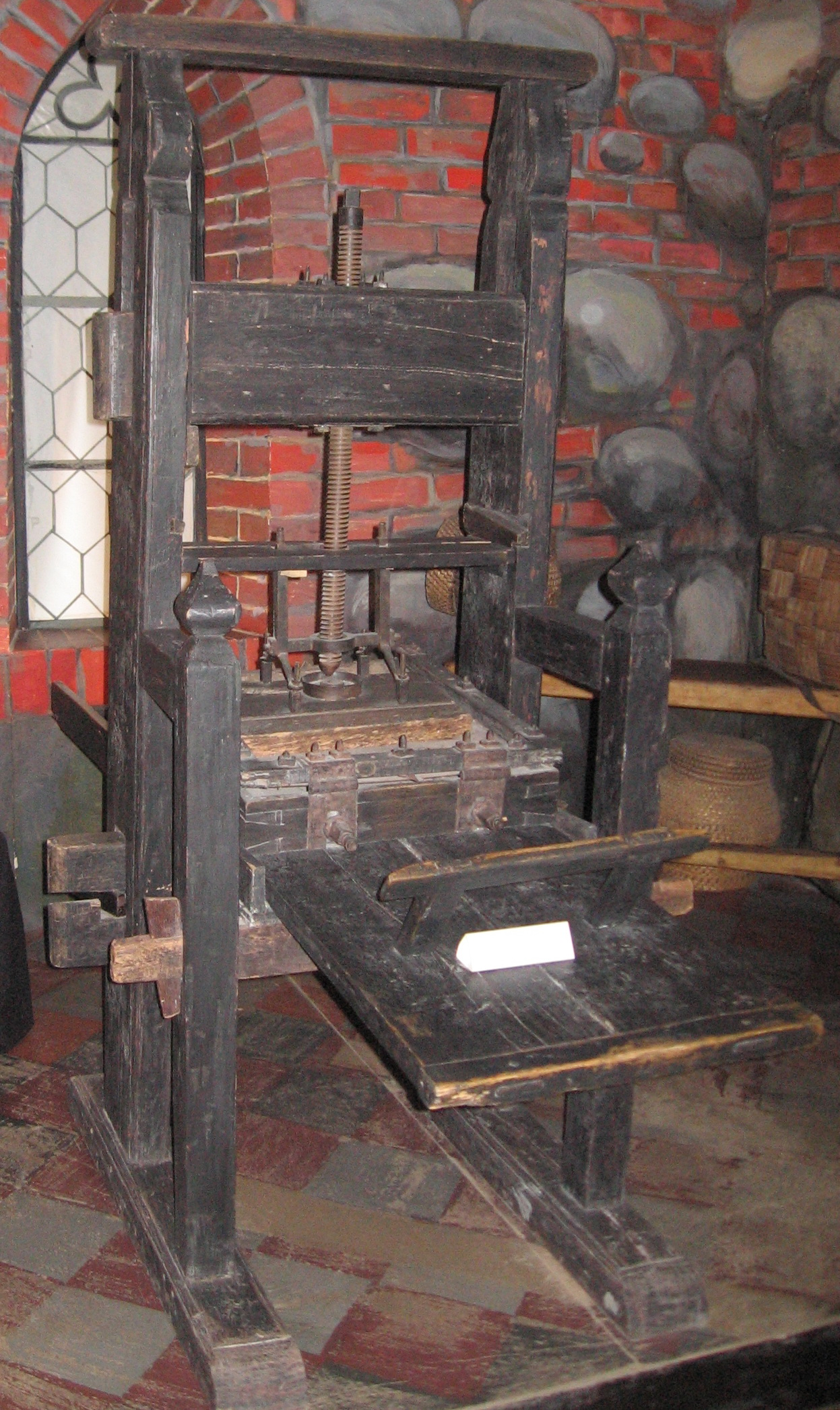
Печатный станок Гутенберга
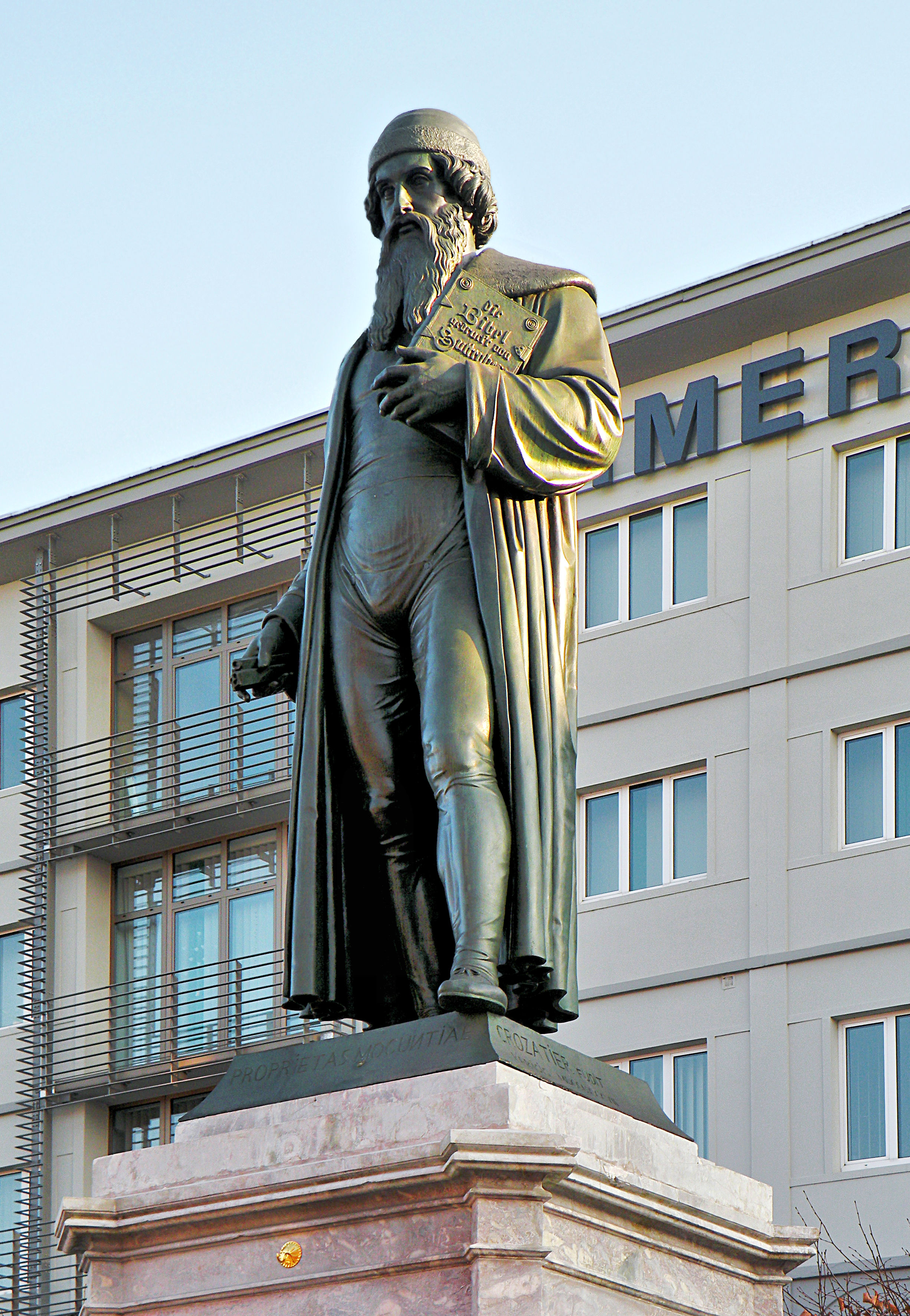
Б. Торвальдсен. Памятник Гутенбергу в Майнце, 1837
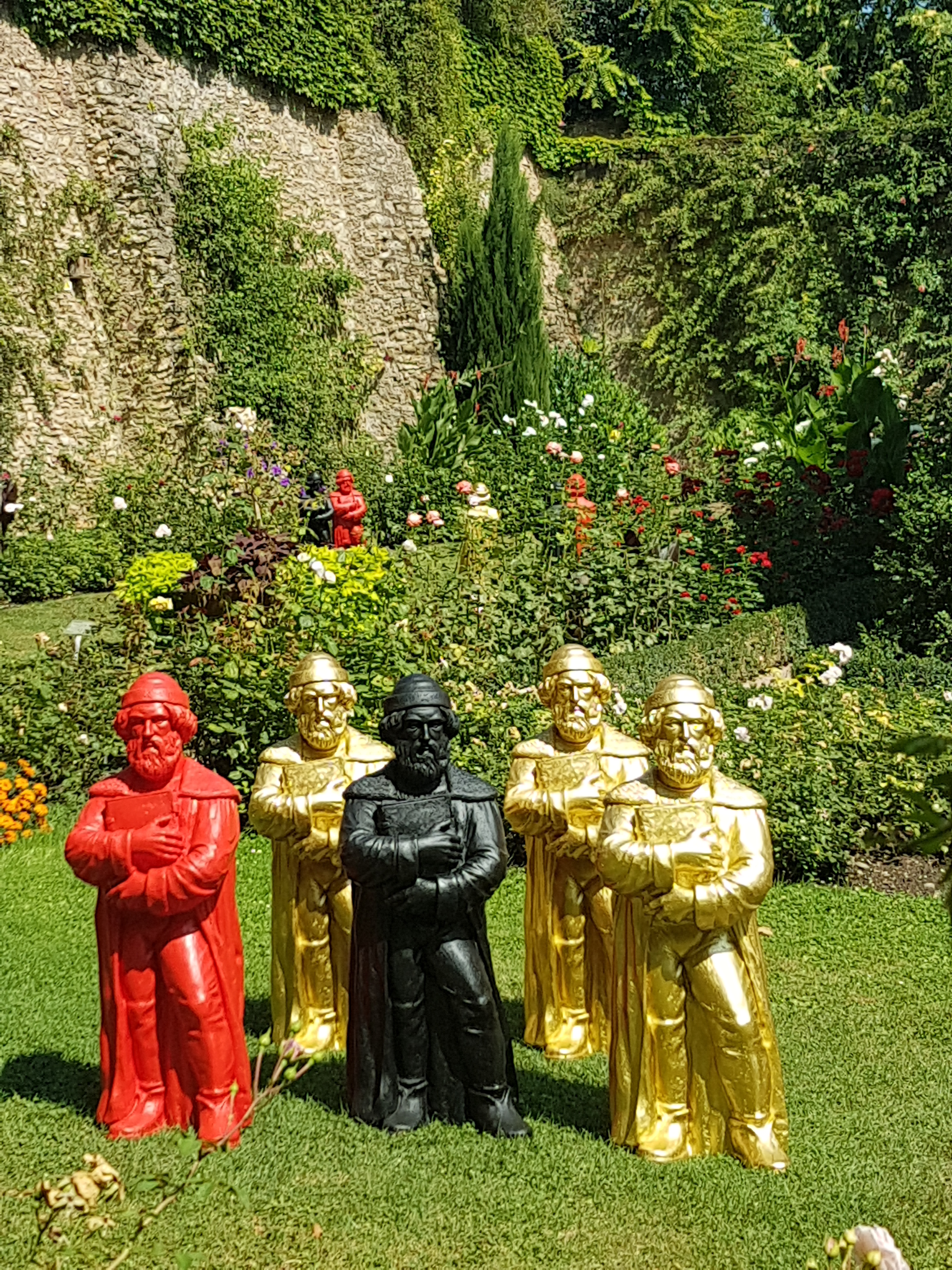
Оттмар Хёрль. Инсталляция, посвящённая Йоханнесу Гутенбергу. Эльтвилле-ам-Райн, Германия, 2018
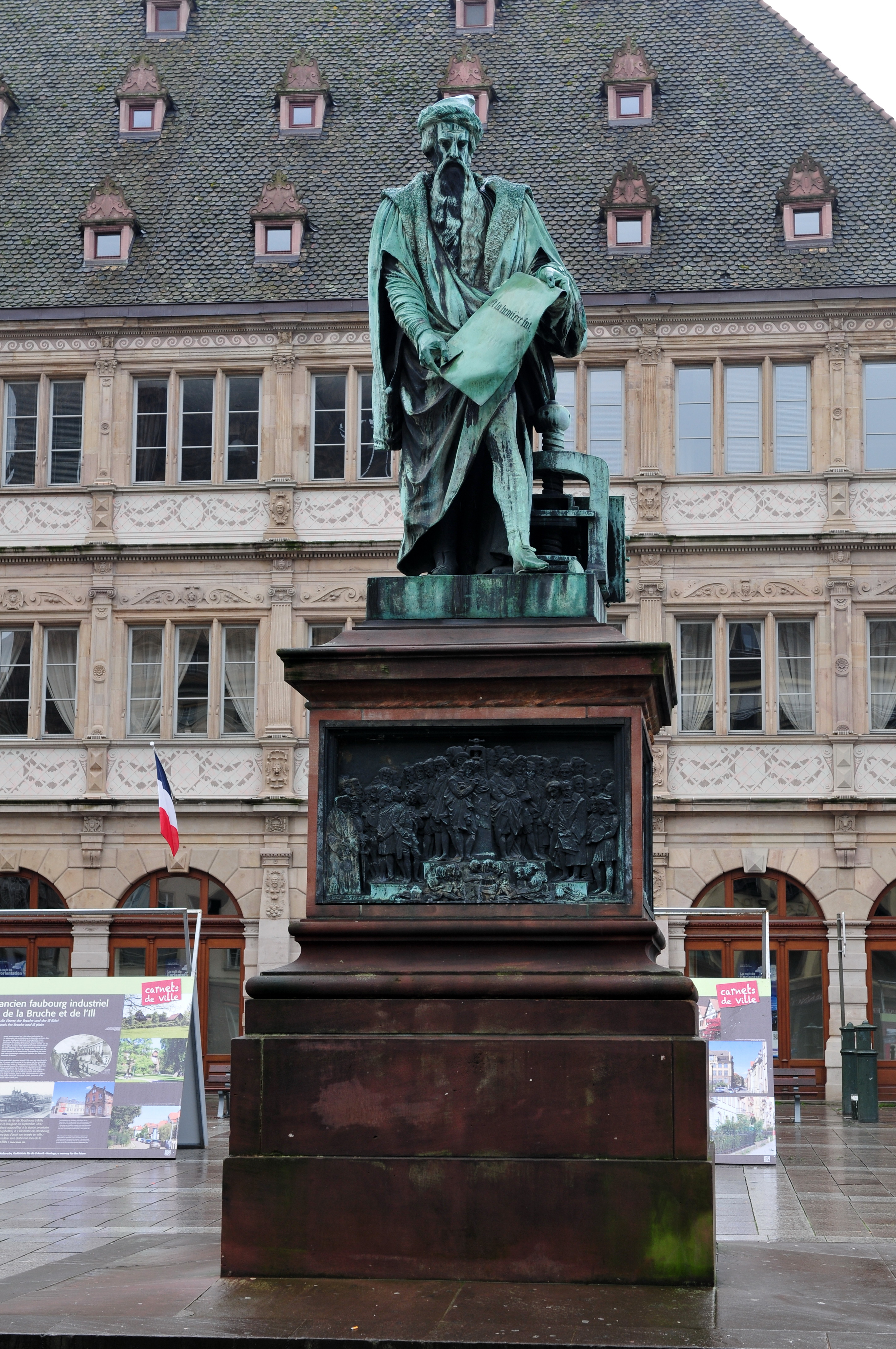
Памятник Иоганну Гутенбергу (Страсбург)